# Юн Хю
Юн Хю (кор. 윤휴, 尹鑴 14 жовтня 1617 — 20 травня 1680) — корейський державний і політичний діяч періоду династії Чосон. Письменник, філософ. Прізвиська — Бекху (кор. 백호, 白湖), Хахон  (кор. 하헌, 夏軒).